# Cladeutes
Cladeutes är ett släkte av steklar som beskrevs av Henry Keith Townes, Jr. 1969. Cladeutes ingår i familjen brokparasitsteklar.
Kladogram enligt Catalogue of Life och Dyntaxa:
| Cladeutes | \| \| Cladeutes discedens \| \| \| \| \| \| Cladeutes minor \| \| \| \| |
|           | \| \| Cladeutes discedens \| \| \| \| \| \| Cladeutes minor \| \| \| \| |
|           | Cladeutes discedens                                                     |
|           |                                                                         |
|           | Cladeutes minor                                                         |
|           |                                                                         |